# Douglas McIlroy

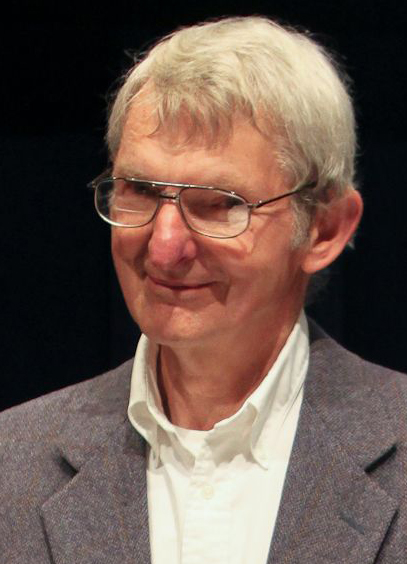
Douglas McIlroy im Jahr 2011

Malcolm Douglas McIlroy (* 1932; meist Doug McIlroy genannt) ist ein US-amerikanischer Informatiker, Mathematiker, Ingenieur und Programmierer. Er arbeitete bei den Bell Laboratories und ist bekannt für die Entwicklung der Pipes- und Filter-Architektur von Unix  und etlicher Unix-Kommandos.
Seine vielbeachtete Arbeit zur Softwarekomponentenentwicklung macht ihn zu einem Pionier des komponentenbasierten Softwareentwurfs und des Softwareproduktentwurfs.

## Biographie
1954 machte er seinen Hochschulabschluss in technischer Physik an der Cornell-Universität und seinen Doctor of Philosophy in angewandter Mathematik am Massachusetts Institute of Technology im Jahre 1959. Von 1954 bis 1958 unterrichtete er als Dozent am Massachusetts Institute of Technology.
Danach trat er eine Stelle bei den Bell Laboratories an und war von 1965 bis 1986 Leiter des Computing Techniques Research Department by Bell. Im Rahmen der Arbeiten in dieser Abteilung wurden die Grundlagen und wesentliche Teile des Unix-Betriebssystems geschaffen. McIlroy selbst entwickelte bis heute in den meisten Unix-Distributionen enthaltene Unix-Kommandos wie echo, spell, diff, sort, join, graph, speak, tr, tsort, calendar oder tee, die Pipes- und Filter-Architektur von Unix und des gesamten Software-Baugruppen-Konzeptes.
Von 1967 bis 1968 unterrichtete McIlroy außerdem als Gastdozent an der University of Oxford. McIlroy verließ die Bell Labs 1997, um eine Professur am Computer Science Department des Dartmouth College anzunehmen.

## Ehrungen und Mitgliedschaften
McIlroy ist Mitglied der National Academy of Engineering, in die er 2006 berufen wurde und ihm wurde 2004 sowohl der USENIX Lifetime Achievement Award ("The Flame") als auch der Software Tools Award der USENIX verliehen. Er arbeitete als Editor der Fachpublikationen Communications of the ACM, Journal of the ACM, und ACM Transactions on Programming Languages and Systems. In den 1970er Jahren war er außerdem Vorsitzender des Preisverleihungskomitees des Turing Award und war Mitglied des Exekutivkomitees des CSNET.